# Bertrand Russell

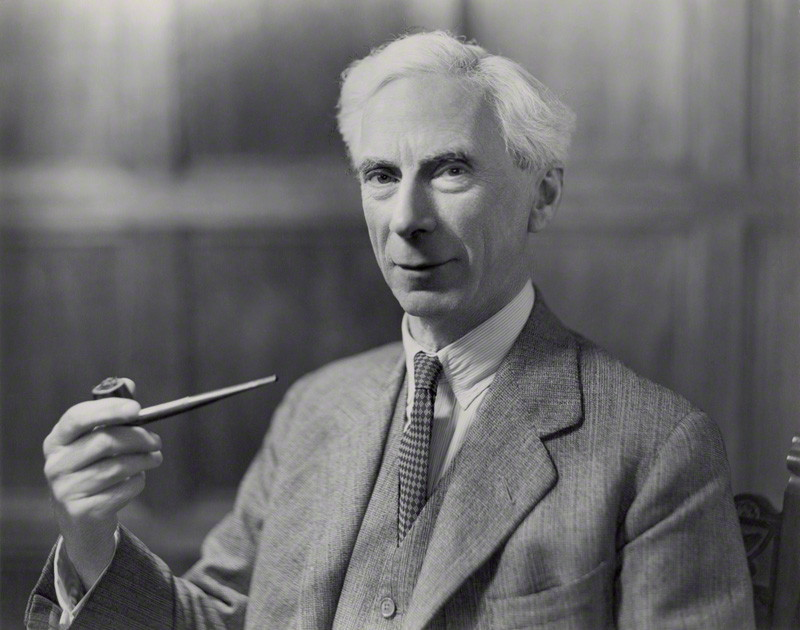
Bertrand Russell (1936)

Bertrand Arthur William Russell, 3. Earl Russell (* 18. Mai 1872 bei Trellech, Monmouthshire, Wales; † 2. Februar 1970 in Penrhyndeudraeth, Gwynedd, Wales) war ein britischer Philosoph, Mathematiker, Religionskritiker und Logiker. Er unterrichtete unter anderem am Trinity College der Universität Cambridge, der London School of Economics, der Harvard University und der Peking-Universität und war Mitglied der Cambridge Apostles und der Fabian Society. 1950 erhielt er den Nobelpreis für Literatur.
Bertrand Russell gilt als einer der Väter der analytischen Philosophie. Er verfasste eine Vielzahl von Werken zu philosophischen, mathematischen und gesellschaftlichen Themen. Zusammen mit Alfred North Whitehead veröffentlichte er die Principia Mathematica, eines der bedeutendsten Werke des 20. Jahrhunderts über die Grundlagen der Mathematik. Russell war Atheist und Rationalist. Als weltweit bekannter Aktivist für Frieden und Abrüstung war er eine Leitfigur des Pazifismus, auch wenn er selbst kein strikter Pazifist war. Sozialistischen Ideen stand er aufgeschlossen gegenüber.

## Leben

### Kindheit und Jugend

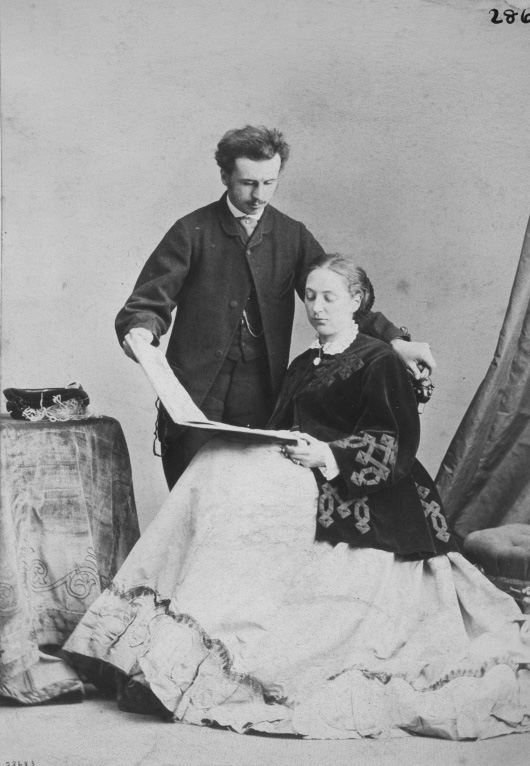
Bertrand Russells Eltern, Viscount and Viscountess Amberley (1867)

Bertrand Russell wurde in eine Familie der englischen Aristokratie geboren. Sein Großvater John Russell, dem 1861 der Titel Earl Russell verliehen wurde, war britischer Premierminister. Bertrand Russells Vater, John Russell, Viscount Amberley, starb, als Bertrand drei Jahre alt war. Die ebenfalls aus einer Adelsfamilie stammende Mutter Katherine Louisa Stanley starb noch früher, 18 Monate vor ihrem Mann, an Diphtherie, ebenso wie Bertrands Schwester Rachel Lucretia Russell. Die ganze Familie Russell gehörte den liberalen Whigs an, Bertrand Russells Eltern waren aber selbst für dieses Umfeld radikal in ihrer Haltung. So hatten sie einen atheistischen Hauslehrer eingestellt, um ihre Kinder vor dem Einfluss der als Übel angesehenen Religion zu bewahren. Russell hatte einen älteren Bruder, Frank Russell, der den Titel Earl 1878 von seinem Großvater erbte; nach dem Tod des Bruders fiel der Titel 1931 an Bertrand. John Stuart Mill, ein Freund seines Vaters, war – in einem nicht-religiösen Sinn – Bertrand Russells Pate.
Nach dem Tod der Eltern wurde Bertrand Russell mit seinem Bruder von den viktorianischen Großeltern aufgenommen und wuchs auf deren Anwesen Pembroke Lodge, Richmond Park auf. Sein Großvater starb 1878, und so wurde Russell hauptsächlich von seiner Großmutter erzogen, einer religiösen Frau, die jedoch fortschrittliche Ansichten in Bezug auf Wissenschaft und soziale Gerechtigkeit hatte und hiermit einen deutlichen Einfluss auf ihn ausübte.
Bertrand Russell verbrachte eine einsame Jugend. Zu den prägenden Ereignissen zählte er ausgedehnte Spaziergänge im Richmond Park, wo er einen großen Teil seiner Zeit verbrachte. Er wurde von Privatlehrern unterrichtet und beschäftigte sich mit Literatur und Mathematik. In seiner Autobiografie schrieb er, dass er damals unglücklich gewesen sei und mitunter an Selbstmord gedacht habe. Davon habe ihn jedoch der Gedanke an seine Familie und die Absicht, etwas zur Mathematik beizutragen, abgehalten.

### Studienjahre in Cambridge

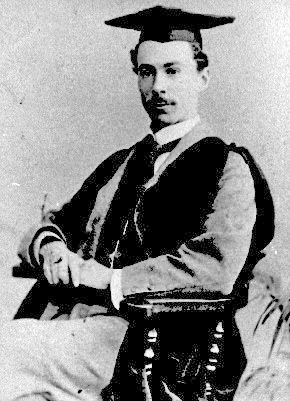
Bertrand Russell als Student (1893)

Russell erhielt ein Stipendium der Universität Cambridge, der Alma Mater seines Vaters, und studierte dort von 1890 bis 1894 Mathematik. Hier fand er einen Kreis von Freunden und Gesprächspartnern, zu dem unter anderem George Edward Moore, Alfred North Whitehead und John Maynard Keynes gehörten. Auf Empfehlung Whiteheads wurde er Mitglied des konspirativen Debattierklubs der Cambridge Apostles. Mit der akademischen Lehre der Mathematik („von den Vorlesungen hatte ich überhaupt nichts“) und Philosophie („Den größten Teil dessen, was ich dort an Philosophie lernte, erkannte ich nach und nach als falsch“) war er dagegen unzufrieden. Später erhielt er ein Fellowship, das ihm ermöglichte, von 1895 bis 1901 ohne Lehrverpflichtungen forschen zu können.
Während seiner Studienjahre lernte Russell Alys Pearsall Smith kennen, die Tochter von Robert Pearsall Smith und Hannah Whitall Smith, einer in der Heiligungsbewegung einflussreichen amerikanischen Quäkerfamilie. Sie verliebten sich und heirateten im Dezember 1894 – gegen den Willen von Russells Familie. Zuvor hatte die Familie ihm einen Posten in der britischen Botschaft in Paris vermittelt, auch um ihn von seiner Verlobten zu trennen. Doch Russell war in Paris nicht glücklich und entschied sich – obwohl ihn schließlich auch die weltgewandte Alys zu einer Botschafterkarriere drängte – für die theoretische Arbeit als Mathematiker, Philosoph und Schriftsteller.

### Der Weg zu denPrincipia Mathematica

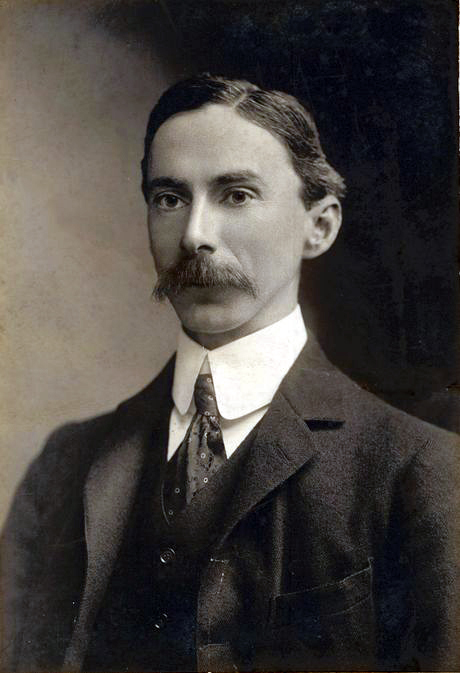
Bertrand Russell (1907)

Auf einem mathematischen Kongress lernte Russell 1900 den italienischen Logiker Giuseppe Peano und dessen Werk kennen. Russell eignete sich Peanos Methoden an, erweiterte sie und legte so den Grundstein für die Principia Mathematica, den Versuch, die gesamte Mathematik auf einen begrenzten Satz von Axiomen und Schlussregeln zurückzuführen. Die Arbeit an diesem monumentalen Werk dauerte von 1902 bis 1913, als der dritte und letzte Band erschien. Russell verfasste die Principia Mathematica zusammen mit Whitehead, der zeitweise samt Familie in Russells Haus wohnte.
1911 traf Russell erstmals den aus Wien stammenden Philosophen Ludwig Wittgenstein, der ein Studium in Cambridge aufgenommen hatte, und freundete sich mit ihm an.
Die Ehe Russells scheiterte nach seiner Darstellung schon 1902. Das Ehepaar lebte in der Folge getrennt voneinander. Russell fürchtete berufliche Nachteile und ließ sich daher erst 1921 scheiden, als seine spätere zweite Frau schwanger wurde. Er hatte während dieser Zeit mehrere Affären, unter anderem mit Lady Ottoline Morrell, mit der er bis zu ihrem Lebensende in Freundschaft verblieb, wie zahlreiche Briefe bezeugen.
Ab dem Ende des 19. Jahrhunderts war Russell politisch tätig. Er setzte sich wie seine Mutter für das Frauenwahlrecht ein und kandidierte bei einer Nachwahl im Jahr 1907 – wenn auch erfolglos – für das House of Commons.

### Erster Weltkrieg

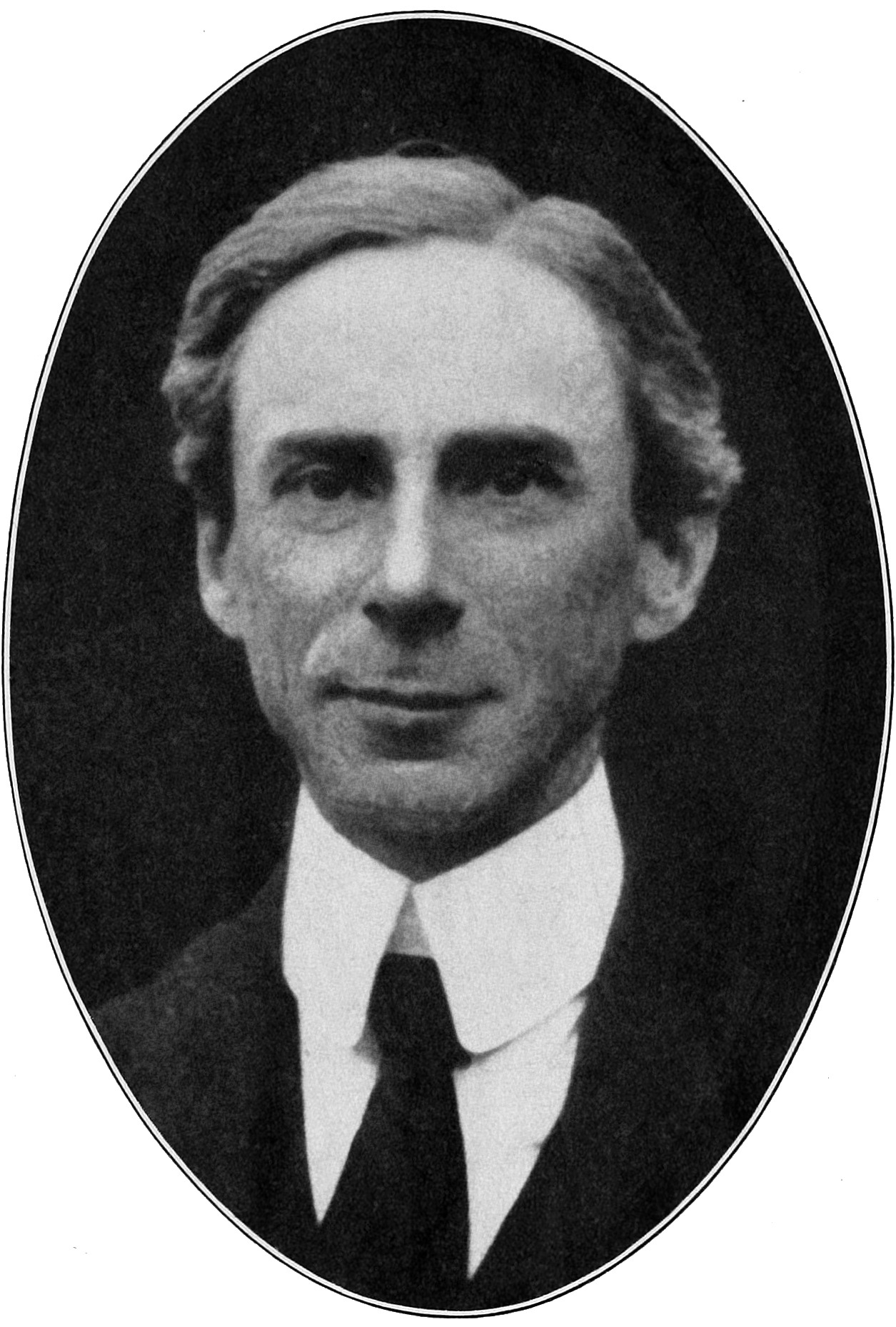
Bertrand Russell (1916)

Ein einschneidendes Ereignis in Russells Leben war der Erste Weltkrieg. Ab 1914 stellte Russell seine mathematische Forschung zurück und begann, sich als Aktivist und Autor gegen die Kriegsteilnahme des Vereinigten Königreichs und für Kriegsdienstverweigerung einzusetzen. In einem späteren Interview erklärte er, dass er sich als wahrheitsliebender Mensch von der Propaganda aller kriegführenden Nationen abgestoßen fühlte, ebenso wie er sich als zivilisationsliebender Mensch vor dem „Rückfall in die Barbarei“ entsetzte. Für die Welt wäre es sehr viel besser gewesen, „wenn Großbritannien neutral geblieben wäre und die Deutschen einen schnellen Sieg errungen“ hätten. Dann hätte es später weder die Nazis noch die Kommunisten gegeben, denn diese seien „beide Produkte des Ersten Weltkrieges“ gewesen. Dass er wegen eines Flugblatts zu einer Geldstrafe verurteilt worden war, nahm die Universität Cambridge zum Anlass, ihm die Professur zu entziehen. Er wurde später zu einer sechsmonatigen Gefängnisstrafe verurteilt, weil er in einer Antikriegsdienst-Zeitschrift die Möglichkeit erwogen hatte, dass US-amerikanische Soldaten in England gegen streikende Arbeiter eingesetzt werden könnten. Allerdings waren die Haftbedingungen milde und Russell wurde ermöglicht, im Gefängnis zu lesen und zu schreiben; so verfasste er während seiner Haft mehrere Bücher. Russell störte seine Inhaftierung kaum, weil er so seine „Selbstachtung“ behielt und Gelegenheit bekam, „über Dinge nach[zu]denken, die weniger schmerzlich waren als die allgemeine Zerstörung.“

### Zwischen den Kriegen: Reisen und zweite Ehe
Nach dem Ersten Weltkrieg unternahm Russell mehrere Reisen. 1920 besuchte er mit einer Delegation der Labour Party die Sowjetunion und hatte unter anderem die Möglichkeit zu einem Gespräch mit Lenin, welcher ihn stark enttäuschte. Russell kehrte desillusioniert zurück und äußerte sich äußerst negativ über den russischen Sozialismus. So schrieb er in einem Brief: „Bis zum einfachsten Bauern herunter sind sie ein Volk von Künstlern; die Bolschewiken haben sich zum Ziel gesetzt, sie so weit wie möglich zu industrialisieren und zu Yankees zu machen.“ Russell, der zuvor mit dem Sozialismus sympathisiert hatte, war fortan ein ausgesprochener Gegner des Kommunismus.

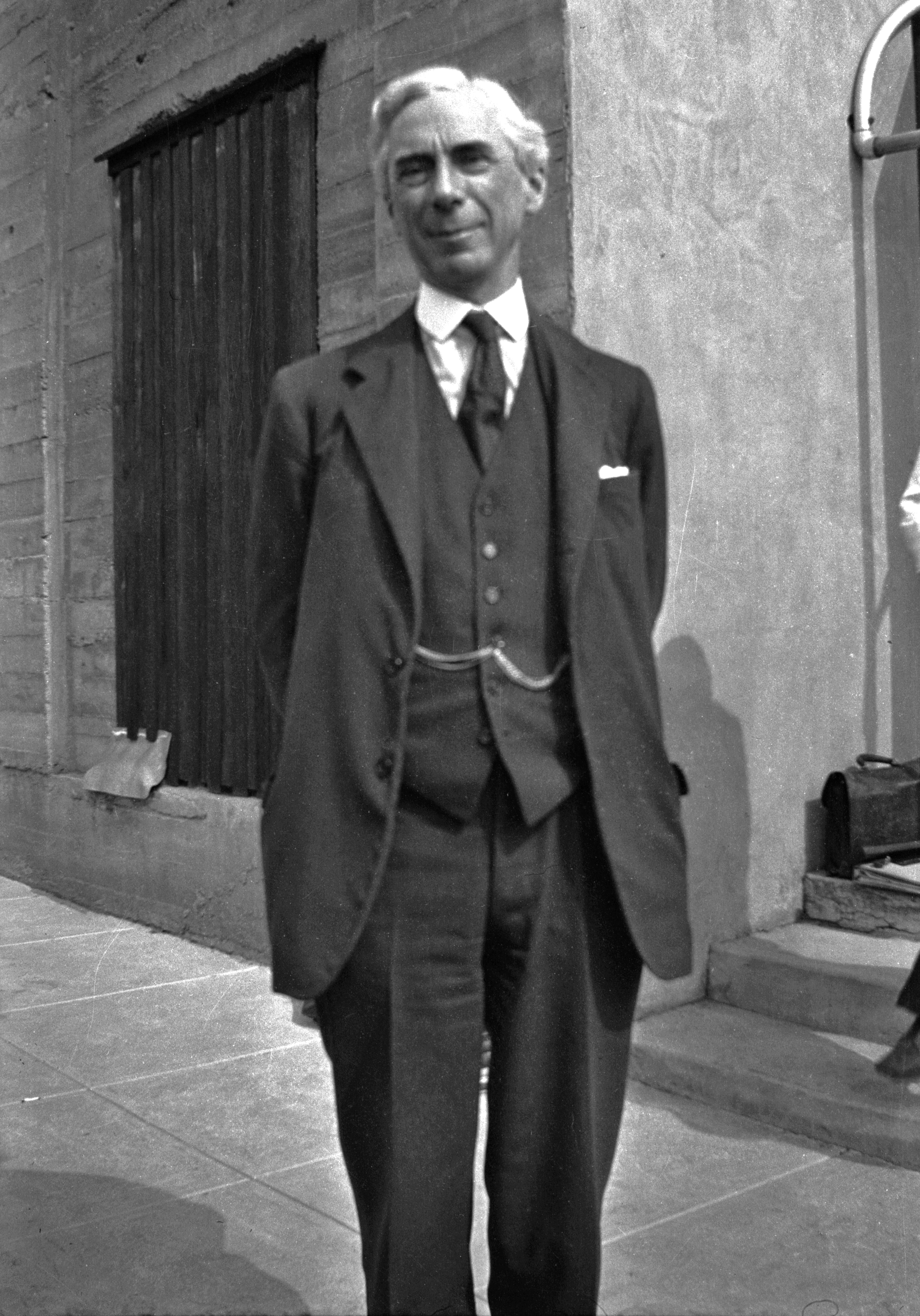
Russell am California Institute of Technology in Pasadena (1929)

1920 und 1921 unternahm Russell eine Reise nach China und Japan. Die Universität Peking hatte ihm, der in Cambridge entlassen worden war, eine Gastprofessur angeboten. Russell, den viele Aspekte der chinesischen Kultur tief beeindruckten, fasste die Erlebnisse seiner Reisen in mehreren Büchern zusammen.
Begleitet wurde Russell auf seiner Asienreise von seiner damaligen Geliebten Dora Black. Sie pflegte ihn gesund, als er in China aufgrund einer Lungenentzündung dem Tode nah war. Bei der gemeinsamen Rückkehr nach England war Dora schwanger, woraufhin sich Bertrand Russell 1921 von seiner Frau Alys Pearsall Smith scheiden ließ und kurz darauf Dora Black heiratete.
Gemeinsam gründeten sie für ihre Kinder Kate und John Russell 1927 die libertäre experimentelle Beacon Hill School. Während dieser Jahre arbeitete Russell überwiegend als Schriftsteller und verfasste Bücher zu philosophischen und pädagogischen Themen, aber auch populärwissenschaftliche Abhandlungen über zeitgenössische physikalische Theorien wie Quantenphysik und Relativitätstheorie.
Auf einer Vortragsreise durch die USA lernte Russell 1927 die Schriftstellerin und spätere Gestalttherapeutin Barry Stevens (damals noch Barry Fox) kennen. In Stevens’/Fox’ Worten standen sie sich drei Jahre lang sehr nahe. Stevens’ Tochter Judith besuchte eine Zeit lang Russells Beacon Hill School. Russell schrieb in der Zeit von 1927 bis 1932 34 Briefe an Barry Fox/Stevens. Die Briefe befinden sich mittlerweile im Bertrand-Russell-Archiv der McMasters University, Hamilton, Ontario, Kanada.
Auch Russells Ehe mit Dora Black scheiterte schließlich, und 1936 heiratete Russell – bereits 64-jährig – Patricia Helen Spence („Peter“ genannt). Mit ihr hatte er einen Sohn, Conrad Russell. Die Familie zog in die USA, wo Russell zunächst an den Universitäten von Chicago und Los Angeles lehrte.

### Zweiter Weltkrieg, Lehrverbot und Rehabilitation
1939 verließ Russell Los Angeles, um am City College of New York eine Stelle als Dozent anzunehmen. Obwohl er in New York bereits zum Professor ernannt worden war, wurde die New Yorker Universität 1940 dazu gezwungen, ihre Ernennung zurückzuziehen. Grund hierfür waren Proteste fundamentalistischer Christen und Politiker, die der Ansicht waren, Russell spreche sich in seinen Schriften gegen Religion und somit für Unmoral aus und sei deshalb ungeeignet für die Aufgabe, Logik und Grundlagen der Mathematik zu lehren. Besonders kritisierten diese Kreise Russells Buch Ehe und Moral.
Studenten, Mitglieder der Fakultät und mehrere Intellektuelle (darunter John Dewey und Albert Einstein) protestierten vergeblich gegen diese Einmischung in die Freiheit der Lehre. Es kam zu einem Prozess gegen die Universität, den die Mutter einer Studentin angestrengt hatte. Das umstrittene Urteil untersagte der Universität eine Berufung Russells, weil dieser die Moral der Studenten gefährde, Ehebruch und das „Verbrechen der Homosexualität“ befürworte.
Dies brachte Bertrand Russell, der – wie er in seiner Autobiografie schrieb – zeitweise den Eindruck hatte, nicht mehr öffentlich auftreten zu können, ohne einen „katholischen Lynchmob“ hervorzurufen, in eine finanziell schwierige Situation, da er für die Ausbildung seiner Kinder aufkommen musste. Ihm half in dieser Zeit Albert C. Barnes, der ihm eine Stelle als Dozent bei der Barnes Foundation gab. Allerdings überwarf sich Russell schon bald mit dem als exzentrisch geltenden Barnes, der die Qualität seiner Vorlesungen bemängelte und ihn deshalb vorzeitig aus seinem Fünfjahresvertrag entließ. Barnes unterlag später vor Gericht und musste Nachzahlungen leisten. Die kritisierten Vorlesungen dienten als Grundlage für einen Großteil des 1945 veröffentlichten Werkes Philosophie des Abendlandes (orig. eng. „History of Western Philosophy“), das sehr erfolgreich war und Russell für viele Jahre nicht zuletzt finanziell absicherte.
Anders als im Ersten Weltkrieg nahm Russell im Zweiten Weltkrieg keine pazifistische Position ein. Kurz nach Kriegsende sprach er sich sogar für einen Präventivkrieg gegen die Sowjetunion aus, welche noch nicht über Atomwaffen verfügte. Damit wollte er einen die Menschheit vernichtenden Atomkrieg verhindern (siehe Politisches und gesellschaftliches Engagement).
Im Jahr 1944 kehrte Russell zurück nach England, um wieder am Trinity College in Cambridge zu lehren. In den folgenden Jahren arbeitete er zudem für die BBC an Rundfunkübertragungen.
Im Jahr 1948 überlebte er auf dem Weg zu einem Vortrag den Flugunfall des Flugboots Bukken Bruse in Norwegen.
Im Jahr 1949 erhielt Russell den Order of Merit, und 1950 wurde ihm der Nobelpreis für Literatur verliehen, insbesondere für Ehe und Moral, für das er wenige Jahre zuvor stark kritisiert worden war.

### Letzter Lebensabschnitt
Nachdem auch Russells Ehe mit Patricia Helen Spence mit einer Scheidung geendet hatte, ging er 1952 eine vierte Ehe mit Edith Finch ein, die bis an sein Lebensende hielt.
Der mit 78 Jahren weltweit bekannte und vielfach ausgezeichnete Russell zog sich nach 1950 nicht aus der Öffentlichkeit zurück. Ihn bewegte vor allem ein möglicher Dritter Weltkrieg als eine große Gefahr für die Menschheit. So war er die treibende Kraft des Russell-Einstein-Manifests und engagierte sich in verschiedenen politischen Krisen des Kalten Krieges als Vermittler zwischen den Staatschefs. Er war zeitweise Präsident der Campaign for Nuclear Disarmament. Mit anderen Mitgliedern der Organisation wurde er 1961 angeklagt, zum Widerstand gegen die Staatsgewalt aufgerufen zu haben, und – mit 89 Jahren – zu einer zweimonatigen Freiheitsstrafe verurteilt. Diese Strafe wurde „auf Grund ärztliche[r] Atteste auf eine Woche herab“ gesetzt.
1963 gründete er die Bertrand Russell Peace Foundation. Im Russell-Tribunal untersuchte er US-amerikanische Kriegsverbrechen in Vietnam.
Hochbetagt schrieb Russell, der um 1964 im Londoner Stadtteil Chelsea wohnte, seine Autobiografie, die von 1967 bis 1969 in drei Bänden erschien.
Am 2. Februar 1970 starb Bertrand Russell mit 97 Jahren in Penrhyndeudraeth (Wales) an Influenza.

## Werk
Bertrand Russells Werk lässt sich grob in drei Themen aufteilen, auf die er – trotz vieler Überschneidungen – in verschiedenen Phasen seines Lebens den Schwerpunkt seiner Arbeit legte. Während er in der ersten Hälfte seines Lebens hauptsächlich an den Grundlagen der Mathematik arbeitete, wandte er sich nach Fertigstellung der Principia Mathematica verstärkt philosophischen Fragen zu. Im letzten Drittel seines Lebens spielte sein politisches Engagement die Hauptrolle.

### Mathematik und Analytische Philosophie
Bei seiner Arbeit auf dem Gebiet der mathematischen Logik stützte sich Russell unter anderem auf Gottfried Wilhelm Leibniz, Giuseppe Peano und Gottlob Frege. Sein erstes mathematisches Werk, An Essay on the Foundations of Geometry, war durch Immanuel Kants Auffassung von Zeit und Raum beeinflusst, die zu jener Zeit weitgehend akzeptiert war. Später distanzierte sich Russell von diesem Werk, das viel mehr Lob bekommen habe als verdient gewesen sei, und auch von Kant, dessen Philosophie er für unvereinbar mit dem Raumzeitbegriff der Relativitätstheorie hielt.

#### Russellsche Antinomie und Typentheorie
In Bezug auf die Mengenlehre wurde Russell durch das nach ihm benannte Paradoxon (Russellsche Antinomie) berühmt. Dieses Paradoxon tritt auf, wenn man die Menge aller Mengen betrachtet, die sich nicht selbst als Element enthalten. Diese Menge enthält sich genau dann selbst, wenn sie sich nicht selbst enthält, was ein Widerspruch ist, der zur Folge hat, dass die Menge aller sich selbst nicht enthaltenden Mengen nicht existieren kann. Eine populäre Version dieses Paradoxons ist unter dem Namen Barbier-Paradoxon bekannt.
Mit dieser Entdeckung war Gottlob Freges Grundannahme, jedem Begriff entspreche eine Menge als Begriffsumfang, widerlegt, weil es zu dem Begriff sich selbst nicht enthaltende Menge keine entsprechende Menge gibt. Das bedeutete das Ende der naiven Mengenlehre. Um die von ihm entdeckte Antinomie zu beheben, entwickelte Russell die Typentheorie, die in einer ersten Version in Principles of Mathematics (1903) veröffentlicht wurde und die er in seinem Werk Principia Mathematica (1910–1913) weiterentwickelte. Seine Typentheorie hat sich in der Mengenlehre nicht dauerhaft durchgesetzt, da sich die Zermelo-Fraenkel-Mengenlehre als leistungsfähiger erwies.

#### Principia Mathematica
Zusammen mit Alfred North Whitehead schrieb Russell mit Principia Mathematica eines der wichtigsten Werke mathematischer Grundlagenforschung nach den Erschütterungen der Mathematik Anfang des 20. Jahrhunderts. Ziel war es, alle mathematischen Wahrheiten aus einem Satz von Axiomen und Schlussregeln zu konstruieren. Russells Schwerpunkt lag auf philosophischen, Whiteheads auf mathematischen Problemen. Ein angekündigter vierter Band über die Grundlagen der Geometrie wurde nicht vollendet.
Nach dem im Gefängnis verfassten Buch Introduction to Mathematical Philosophy (1919), in dem er hauptsächlich frühere Arbeiten und deren philosophische Bedeutung erklärt, wandte sich Russell von Problemen der Mathematik und Logik ab.

#### Analytische Philosophie
Bertrand Russell gilt zusammen mit George Edward Moore als einer der Begründer der Analytischen Philosophie. Sein erster bedeutender Beitrag zur Sprachphilosophie war die Kennzeichnungstheorie, die er 1905 im Essay On Denoting vorstellte. Darin vertrat er eine Philosophie der idealen Sprache, brachte eine Theorie der Denotation (Theorie der definiten Deskription) vor und beeinflusste damit den Logischen Positivismus.
Ein weiterer Beitrag Russells ist die Entwicklung in Richtung des Logischen Atomismus innerhalb der Analytischen Philosophie. Seine Hauptaussage ist, dass es eine grundlegende Sprache gebe, auf die gewöhnliche Gesetze zurückgeführt werden könnten und die aus atomischen, nicht weiter reduzierbaren logischen Fakten bestehe. Sein Aufsatz The Philosophy of Logical Atomism (1918/1919) sowie der Tractatus Logico-Philosophicus von Ludwig Wittgenstein, mit dem Russell befreundet war, sind grundlegende Werke jenes logischen Atomismus.
Ludwig Wittgenstein war zunächst Russells Schüler in Cambridge gewesen, später wurde er zu seinem Gesprächspartner und Freund. Russell erkannte die außergewöhnliche Begabung Wittgensteins rasch und motivierte ihn in Phasen des Zweifelns, seine Arbeit weiterzutreiben.

### Religion und Ethik
Zwar hatte Russell mehrere Bücher über Ethik und Moral veröffentlicht, erkannte aber Ethik nicht als Gebiet der Philosophie im eigentlichen Sinne an, da ihre Erkenntnisse nicht als Wissen bezeichnet werden könnten. In jungen Jahren durch George Edward Moores Principia Ethica beeinflusst, wonach ethische Fakten objektiv sein können, war er später eher ein Anhänger David Humes subjektiver Ethik und vertrat die Ansicht, dass Ethik sich von den „Leidenschaften“ ableite. Es gebe keine zuverlässige Methode, von Leidenschaften zu Erkenntnis zu gelangen. Er schätzte sein Leben lang das methodische Vorgehen der modernen Wissenschaften als zuverlässige Quelle für Erkenntnis.
Russell änderte verschiedentlich seine Meinung. So gab er angesichts des Zweiten Weltkrieges seinen rigorosen Pazifismus auf. Das erste der 1951 im New York Times Magazine veröffentlichten Zehn Gebote eines Liberalen lautete: „Fühle dich keiner Sache völlig gewiss!“
Obwohl Russell anfänglich von seiner gläubigen Großmutter erzogen wurde, fühlte er sich nie als Christ. Er glaubte aber in seiner Jugendzeit – in einer Phase, als er sich zu Georg Wilhelm Friedrich Hegels Philosophie hingezogen fühlte – an die Existenz Gottes. Dies änderte sich, unter anderem durch den Einfluss der Philosophie John Stuart Mills, und bald wurde Russell in der Öffentlichkeit als Agnostiker oder Atheist bezeichnet. Er selbst betrachtete sich als Skeptiker und stellte klar, er sei Agnostiker in dem Sinne, dass man die Nichtexistenz irgendeines Dinges – also auch eines „Gottes“ oder etwa der homerischen Götter – nicht beweisen könne. Es sei allerdings die Aufgabe einer Religion, ihrerseits zunächst zu beweisen, dass Gott existiere (vgl. dazu seine bekannte Analogie „Russells Teekanne“). Dies sei aber bislang nie geglückt. Russell bestritt so auch die Gültigkeit eines der verbreitetsten Argumente für die Existenz eines Schöpfergottes, das der angeblichen Notwendigkeit einer Ursache der Welt: „Wenn alles eine Ursache haben muss, dann muss auch Gott eine Ursache haben. Wenn es aber etwas geben kann, das keine Ursache hat, dann kann das ebensogut die Welt wie Gott sein, so dass das Argument bedeutungslos wird“. Gegen Ende seines Lebens bezeichnete sich Russell daher auch selbst als Atheist.
Seine Ansichten über Religion hat er in dem langen Essay Warum ich kein Christ bin (1927; erw. 1957) zusammengefasst. Religion im Allgemeinen, insbesondere aber das Christentum, hielt Russell für ein Übel, eine „Krankheit, die aus Angst entstanden ist“. Besonders Islam, Judentum und Christentum seien in ihrem Kern überdies „Sklavenreligionen“, die bedingungslose Unterwerfung verlangten: „Die ganze Vorstellung vom herrschenden Gott stammt aus den altorientalischen Gewaltherrschaften. Es ist eine Vorstellung, die eines freien Menschen unwürdig ist.“ Russell kritisierte auch in weiteren Texten die Christliche Ethik, insbesondere die Sexualethik, scharf, die er als „Vergewaltigung der menschlichen Natur“ bezeichnete.
Mit achtzig Jahren machte Russell jedoch noch eine Erfahrung, die ihn zu einer sehr überraschenden Selbsterkenntnis führte: Anlässlich eines Griechenland-Besuchs empfand er unzweideutig, dass er sich in einer alten christlichen Kirche „weit mehr zu Hause“ fühlte als in Gebäuden der „heidnischen Antike“. Dabei wurde ihm „klar, dass christliches Lebensgefühl (Christian outlook) weit mehr Einfluss auf mich besaß, als ich geglaubt hatte.“ Den wesentlichen Unterschied zwischen antiker und christlicher Welt sah Russell im „Fehlen jeglichen Sündenbegriffs“ bei den alten Griechen. Er schrieb: „Ich bemerkte nunmehr überrascht, dass dieser Begriff auch meine Gefühle beherrschte.“ Einen Einfluss dieser Erkenntnis seiner eigenen kulturellen Prägung auf seine Anschauungen (beliefs) zur Religion verneinte er jedoch.

## Politisches und gesellschaftliches Engagement

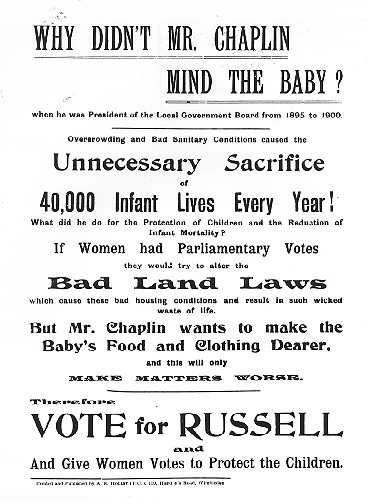
Wahlplakat Bertrand Russells bei seiner Kampagne für das Frauenwahlrecht (1907)

Schon in frühen Jahren befasste sich Russell mit gesellschaftlichen Themen. So schrieb er sein erstes Buch nicht etwa über ein mathematisches Thema, sondern über die zu der Zeit revolutionäre deutsche Sozialdemokratie (1896) nach einer Berlin-Reise, auf der er unter anderem mit August Bebel und Wilhelm Liebknecht zusammengetroffen war. Im Verlauf seines Lebens veröffentlichte er noch viele gesellschaftskritische und philosophische Studien; schließlich wurde ihm „als eine Anerkennung für seine vielseitige und bedeutungsvolle Verfasserschaft, worin er als Vorkämpfer der Humanität und Gedankenfreiheit hervortritt“, 1950 der Nobelpreis für Literatur verliehen.
Russell beließ es nicht bei der Theorie. Er setzte sich im frühen 20. Jahrhundert für das Frauenwahlrecht und für soziale Gerechtigkeit ein. In Proposed Roads to Freedom: Socialism, Anarchism and Syndicalism (1919) sprach er sich für eine moderate Form des Syndikalismus, den englischen Gildensozialismus, aus.
Als Pazifist und Friedensaktivist war Russell seit dem Ersten Weltkrieg bekannt. Ein Pazifist, der Gewalt kategorisch ablehnte, war Russell, der jeder Ideologie gegenüber kritisch eingestellt war, jedoch nicht. Er engagierte sich aber in pazifistischen Organisationen, schrieb einen offenen Brief an den amerikanischen Präsidenten Woodrow Wilson und setzte sich später für eine Organisation zur Unterstützung von Kriegsdienstverweigerern ein. Wegen eines Artikels für eine Zeitschrift dieser Organisation verbüßte er eine Haftstrafe von sechs Monaten. Seine Anstellung am Trinity College hatte er aufgrund seiner politischen Aktivität schon vorher verloren.
Nach dem Ersten Weltkrieg kandidierte er bei Wahlen 1922 und 1923 für die Labour Party, blieb aber erfolglos. Seine gesellschaftliche Aktivität konzentrierte sich bald auf die 1927 mit seiner damaligen Frau Dora Russell gegründete libertäre Internatsschule Beacon Hill School, ein Projekt, das der Unzufriedenheit der Russells mit allen damaligen Schulmodellen entsprang. Bertrand Russell sah das in der Öffentlichkeit viel beachtete Experiment der neuen Schule, die nach der Trennung von seiner Frau alleine weitergeführt wurde, im Rückblick kritisch und konstatierte, dass die Freiheit der Kinder in der Schule geringer war, als es vorgegeben wurde.
Bertrand Russell hatte sich 1935 in Which Way to Peace (ein Buch, dessen Wiederauflage er bis an sein Lebensende untersagte) noch für eine Appeasement-Politik gegenüber Nazideutschland ausgesprochen. Von dieser Position rückte er 1940 ab, weil er einsah, dass Adolf Hitler besiegt werden musste („Ich stelle fest, dass ich in diesem Krieg meine pazifistische Einstellung nicht beibehalten kann“).
Er gehörte mit Victor Gollancz, George Bell und anderen zu den Unterzeichnern eines am 12. September 1945 in mehreren Londoner Tageszeitungen erschienenen Aufrufs gegen die Vertreibung von Deutschen aus Ostmitteleuropa.
Ein wichtiges Ereignis für Russell, das sein weiteres Leben bestimmen sollte, war der Abwurf der ersten Atombombe 1945. Russell sah die gesamte Menschheit bedroht, wenn die kommunistische Sowjetunion ebenfalls über die entsprechende Technologie verfügen würde. Er sagte voraus, dass die Atombomben billiger werden und dass es in nicht allzu ferner Zukunft eine Wasserstoffbombe geben würde. Seiner Meinung nach (und nach der einer Reihe weiterer westlicher Intellektueller jener Zeit) war es notwendig, eine Weltregierung unter Führung der USA zu bilden.
In mehreren Artikeln – unter anderem in der Abhandlung Humanity’s Last Chance, die im Oktober 1945 von der Zeitschrift Cavalcade veröffentlicht wurde – schlug er vor, mit Hilfe der Atombombe einen Präventivkrieg gegen die Sowjetunion innerhalb der nächsten zwei Jahre zu führen, um diese zu zwingen, eine Weltregierung unter US-amerikanischer Führung zu akzeptieren.
Als 1949 die ersten sowjetischen Atombombentests erfolgten, modifizierte Russell seine Einstellung. Nun sah Russell die einzige Chance zum Überleben der Menschheit darin, einen Dritten Weltkrieg zu verhindern, und widmete diesem Ziel einen Großteil seiner Zeit.
1955 verfasste Russell mit Albert Einstein und anderen namhaften Wissenschaftlern das Russell-Einstein-Manifest, in dem an die Verantwortung von Wissenschaft und Forschung appelliert wurde. Hierauf basierten 1957 die Pugwash Conferences on Science and World Affairs, wo renommierte Wissenschaftler Fragen der atomaren Bedrohung und Vorschläge zur globalen Sicherheit debattieren.
Als Präsident der 1958 gegründeten Campaign for Nuclear Disarmament engagierte er sich in vielen Interviews, Schriften und Vorträgen für den Frieden. Er versuchte in Briefwechseln, die Präsidenten Dwight D. Eisenhower und Nikita Sergejewitsch Chruschtschow zur Kooperation und zur Abrüstung zu bewegen.
1962 griff Russell durch Telegramme an John F. Kennedy, Chruschtschow, den UN-Generalsekretär Sithu U Thant und den britischen Premier Harold Macmillan in die Kubakrise ein, als die Welt am Rand eines Atomkrieges stand. Chruschtschow schrieb Russell eine lange Antwort, die von der sowjetischen Nachrichtenagentur TASS veröffentlicht wurde und eigentlich an Kennedy und die westliche Welt gerichtet war. Chruschtschow lenkte schließlich ein, wodurch ein Atomkrieg abgewendet wurde.
1962 forderte Russell in einem Telegramm an Chruschtschow, das auch von François Mauriac und Martin Buber unterzeichnet wurde, die Wiederherstellung sämtlicher Bürgerrechte für sowjetische Juden. Russells privater Briefwechsel mit Chruschtschow zu diesem Thema wurde im Februar 1963 in der britischen und der sowjetischen Presse sowie von Radio Moskau veröffentlicht.
Überdies gründete Russell 1963 die Bertrand Russell Peace Foundation, die auch nach seinem Tod den Einsatz für Frieden und Menschenrechte gewährleisten sollte. Er gehörte zur Opposition gegen den Vietnamkrieg und untersuchte noch im hohen Alter im Rahmen der Russell-Tribunale seit 1966 unter anderem mit Simone de Beauvoir, Jean-Paul Sartre, Günther Anders und Peter Weiss Kriegsverbrechen der USA in Vietnam.

## Auszeichnungen
1908 wurde Russell als Mitglied („Fellow“) in die Royal Society aufgenommen, die ihm 1934 die Sylvester-Medaille verlieh. 1951 wurde er als Ehrenmitglied in die American Academy of Arts and Letters gewählt.
Weitere Auszeichnungen:
- 1949 Order of Merit
- 1949 Ehrenmitglied der British Academy[41]
- 1950 Nobelpreis für Literatur
- 1957 Kalinga-Preis für die Popularisierung der Wissenschaft
- 1960 Sonning-Preis der Universität Kopenhagen
- 1963 Jerusalempreis für die Freiheit des Individuums in der Gesellschaft.

## Ausgewählte Schriften
Bertrand Russell hat in seinem Leben eine große Anzahl von Büchern, Essays, Pamphleten und Briefen veröffentlicht, die hier nicht komplett wiedergegeben wird. Für eine detaillierte Bibliographie siehe Literatur.
- German Social Democracy. London 1896.
  - Die deutsche Sozialdemokratie. Dietz, Bonn/Berlin 1978, ISBN 3-8012-1115-0.
- The Logic of Geometry. In: Mind. Band 5, 1896, S. 1–23.
- The A Priori in Geometry. In: Proceedings of the Aristotelian Society. Band 2, 1896, S. 97–112.
- An Essay on the Foundations of Geometry. University Press, Cambridge 1897.
- Sur les Axiomes de la Géométrie. In: Revue de Métaphysique et de Morale. Band 7, 1899, S. 684–707.
- A Critical Exposition of the Philosophy of Leibniz. University Press, Cambridge 1900.
- Geometry, Non-Euclidean. In: Encyclopedia Britannica. Band 28, 1902, S. 664–674.
- The Principles of Mathematics. University Press, Cambridge 1903.
- On Denoting. In: Mind. Band 14, 1905.
- The Theory of Implication. In: American Journal of Mathematics. Band 28, 1906, S. 159–202.
- Mathematical logic as based on the theory of types. In: American Journal of Mathematics. Band 30, 1908, S. 222–262 (PDF ; 1,9 MB).
- mit Alfred North Whitehead: Principia Mathematica. 3 Bände. University Press, Cambridge 1910–1913, ISBN 3-518-28193-3.
- The Problems of Philosophy. Williams & Norgate, London 1912.
  - zuerst auf Deutsch erschienen als: Die Probleme der Philosophie. Autorisierte Übersetzung aus dem Englischen von Paul Hertz. Weltkreis-Verlag, Erlangen 1926.
  - später neu übersetzt als: Probleme der Philosophie. Aus dem Englischen und mit einem Nachwort versehen von Eberhard Bubser. Suhrkamp, Frankfurt am Main 1967, ISBN 3-518-10207-9.
- Our Knowledge of the External World. Open Court, Chicago/London 1914.
  - Unser Wissen von der Außenwelt. Meiner, Hamburg 2004, ISBN 978-3-7873-1685-4.
- Justice in War-time. Open Court, Chicago/London 1916.
- Political Ideals. The Century Co., New York 1917.
- On the notion of a cause. In: Bertrand Russell: Mysticism and Logic.Longmans Green, London 1918; auch in: H. Feigl, M. Brodbeck (Hrsg.): Readings in the Philosophy of Science. Appleton-Century-Crofts, New York 1953 (PDF; 1,5 MB).
- Roads to Freedom: Socialism, Anarchism, and Syndicalism. George Allen & Unwin, London 1918.
  - Wege zur Freiheit. Sozialismus, Anarchismus, Syndikalismus. Suhrkamp, Frankfurt am Main 1971, ISBN 3-518-00447-6.
- The Philosophy of Logical Atomism. In: The Monist. 1918–1919. (PDF; 1,1 MB).
- Introduction to Mathematical Philosophy. George Allen & Unwin, London 1919.
  - Einführung in die mathematische Philosophie. Hrsg. von Johannes Lenhard und Michael Otte. Meiner, Hamburg 2006, ISBN 978-3-7873-1828-5.
- The Practice and Theory of Bolshevism. George Allen & Unwin, London 1920.
  - Die Praxis und Theorie des Bolschewismus. ISBN 3-87139-087-9.
- The Analysis of Mind. George Allen & Unwin, London 1921.
  - Die Analyse des Geistes. Übersetzt von Kurt Grelling. Meiner, Hamburg 2000, ISBN 978-3-7873-1707-3.
- The Problem of China. George Allen & Unwin, London 1922.
- The ABC of Relativity. Kegan Paul, Trench, Trubner, London 1925.
  - Das ABC der Relativitätstheorie. Fischer, 1997, ISBN 3-596-26579-7.
- What I Believe. Kegan Paul, Trench, Trubner, London 1925.
- On Education, especially in early childhood. George Allen & Unwin, London 1926.
  - Erziehung, vornehmlich in frühester Kindheit. Meridian Verlag, Düsseldorf / Frankfurt am Main 1948.
- The Analysis of Matter. Kegan Paul, Trench, Trubner, London 1927.
- An Outline of Philosophy. George Allen & Unwin, London 1927.
- Selected Papers of Bertrand Russell. Modern Library, New York 1927.
- Why I Am Not a Christian. Watts, London 1927.
  - Warum ich kein Christ bin. Kreis der Freunde monistischen Schrifttums, Dresden [1932] (Platz 1 der Spiegel-Bestsellerliste vom 9. bis zum 15. Oktober 1963).
- Sceptical Essays. George Allen & Unwin, London 1928.
- Marriage and Morals. George Allen & Unwin, London 1929.
  - Ehe und Moral. Verlag Darmstädter Blätter, Darmstadt 1984, ISBN 3-87139-082-8 (deutschsprachige Erstausgabe 1930 unter dem Titel Ehe und Moral. Eine Sexualethik).
- The Conquest of Happiness. George Allen & Unwin, London 1930.
  - Eroberung des Glücks. Neue Wege zu einer besseren Lebensgestaltung. Holle, Baden-Baden 1951; Suhrkamp, Frankfurt am Main 1977, ISBN 3-518-36889-3.
- The Scientific Outlook. George Allen & Unwin, London 1931.
- Education and the Social Order. George Allen & Unwin, London 1932.
- Freedom and Organization, 1814–1914. George Allen & Unwin, London 1934.
- In Praise of Idleness. George Allen & Unwin, London 1935.
  - Lob des Müßiggangs. ISBN 3-423-30851-6.
- Religion and Science. Thornton Butterworth, London 1935.
- Which Way to Peace? Jonathan Cape, London 1936.
- mit Patricia Russell: The Amberley Papers. Leonard & Virginia Woolf at the Hogarth Press, London 1937.
- als Hrsg. mit Otto Neurath, Niels Bohr, John Dewey, Rudolf Carnap und Charles W. Morris: Encyclopedia and Unified Science (= International Encyclopedia of Unified Science. Band 1, Nr. 1). Chicago 1938.
- Power: A New Social Analysis, George Allen & Unwin, London 1938.
  - Macht. Europa-Verlag, Hamburg 2001, ISBN 3-203-81530-3.
- An Inquiry into Meaning and Truth. W. W. Norton & Company, New York 1940.
- A History of Western Philosophy. Simon and Schuster, New York 1946.
  - Philosophie des Abendlandes. Ihr Zusammenhang mit der politischen und der sozialen Entwicklung. Parkland, 2011, ISBN 3-492-24208-1; Europa, Zürich 2012, ISBN 3-905811-63-4.
- Human Knowledge: Its Scope and Limits. George Allen & Unwin, London 1948.
- Authority and the Individual. George Allen & Unwin, London 1949.
- Unpopular Essays. George Allen & Unwin, London 1950.
  - Unpopuläre Betrachtungen. ISBN 3-85665-512-3.
- New Hopes for a Changing World. George Allen & Unwin, London 1951.
- The Impact of Science on Society. George Allen & Unwin, London 1952.
  - Wissenschaft wandelt das Leben. Paul List Verlag, München 1953.
- Satan in the Suburbs and Other Stories. George Allen & Unwin, London 1953.
  - Satan in den Vorstädten. Holle, Darmstadt 1953; Ullstein, Frankfurt am Main / Berlin / Wien 1983, ISBN 3-548-20330-2.
- Human Society in Ethics and Politics. George Allen & Unwin, London 1954.
- Nightmares of Eminent Persons and Other Stories. George Allen & Unwin, London 1954.
- Portraits from Memory and Other Essays. George Allen & Unwin, London 1956.
- Logic and Knowledge: Essays 1901–1950. Hrsg. von R. C. Marsh. George Allen & Unwin, London 1956.
- Why I Am Not a Christian and Other Essays on Religion and Related Subjects. Edited and with an appendix on The Bertrand Russell Case by Paul Edwards. George Allen & Unwin, London 1957.
  - Warum ich kein Christ bin. Szczesny, München 1963; Rowohlt, Reinbek 1968, ISBN 3-499-16685-2.
- Understanding History and Other Essays. Philosophical Library, New York 1958.
- Common Sense and Nuclear Warfare. George Allen & Unwin, London 1959.
- My Philosophical Development. George Allen & Unwin, London 1959.
- Wisdom of the West. Hrsg. von P. Foulkes. Macdonald, London 1959.
  - Denker des Abendlandes. Eine Geschichte der Philosophie. Nikol, 2012, ISBN 3-8112-2515-4; ISBN 3-86820-127-0.
- Bertrand Russell Speaks His Mind. World Publishing Company, Cleveland/New York 1960.
- The Basic Writings of Bertrand Russell. Hrsg. von R. E. Egner und L. E. Denonn. George Allen & Unwin, London 1961.
- Fact and Fiction. George Allen & Unwin, London 1961.
- Has Man a Future? George Allen & Unwin, London 1961.
- Essays in Skepticism. Philosophical Library, New York 1963.
- Unarmed Victory. George Allen & Unwin, London 1963.
- On the Philosophy of Science. Hrsg. von C. A. Fritz Jr. The Bobbs-Merrill Company, Indianapolis 1965.
- Russell’s Peace Appeals. Hrsg. von Tsutomu Makino und Kazuteru Hitaka. Eichosha’s New Current Books, 1967.
- War Crimes in Vietnam. George Allen & Unwin, London 1967.
- The Autobiography of Bertrand Russell. 3 Bände. George Allen & Unwin, London 1967–1969.
- Dear Bertrand Russell … A Selection of his Correspondence with the General Public 1950–1968. Hrsg. von B. Feinberg und R. Kasrils. George Allen & Unwin, London 1969.
- Bertrand Russell. Essays in Analysis. Hrsg. von Douglas Lackey. George Allen & Unwin, London 1973.
- The Collected Papers of Bertrand Russell. George Allen & Unwin, London 1984 ff.